# Sofiane Hanni
Sofiane Hanni (ar. سفيان هاني; ur. 29 grudnia 1990 w Ivry-sur-Seine) – algierski piłkarz grający na pozycji ofensywnego pomocnika. Od 2019 jest piłkarzem klubu Al Gharafa.

## Kariera piłkarska
Swoją karierę piłkarską Hanni rozpoczął w 1998 roku w klubie US Ivry. W latach 2001–2005 trenował w juniorach AC Boulogne-Billancourt, a w 2005 trafił do szkółki FC Nantes. W 2009 roku awansował do pierwszej drużyny Nantes. 1 grudnia 2009 zadebiutował w niej w Ligue 2 w przegranym 0:3 wyjazdowym meczu z CS Sedan. W Nantes przez dwa lata rozegrał 4 mecze ligowe.
W 2011 roku Hanni został piłkarzem tureckiego klubu Kayseri Erciyesspor. Swój debiut w nim w 1. Lig zaliczył 10 września 2011 w zremisowanym 1:1 wyjazdowym meczu z Bucasporem. W sezonie 2012/2013 wywalczył mistrzostwo 1. Lig i awans do Süper Lig.
Latem 2013 roku Hanni odszedł do Ankarasporu. Swój debiut w Ankarasporze zanotował 14 września 2013 w zremisowanym 0:0 wyjazdowym spotkaniu z Tavşanlı Linyitsporem. W Ankarasporze grał przez rok.
W 2014 roku Hanni podpisał kontrakt z KV Mechelen. W belgijskiej ekstraklasie zadebiutował 27 lipca 2014 w zwycięskim 3:1 domowym meczu z KRC Genk. W debiucie zdobył gola. W sezonie 2015/2016, w którym strzelił 17 goli, został wybrany Piłkarzem Roku w Belgii.
W 2016 roku Hanni odszedł z Mechelen do Anderlechtu. W Anderlechcie swój debiut zaliczył 7 sierpnia 2016 w wygranym 5:1 domowym spotkaniu z KV Kortrijk i w debiucie strzelił bramkę. W sezonie 2016/2017 wywalczył z Anderlechtem tytuł mistrza Belgii.
31 stycznia 2018 Hanni podpisał kontrakt ze Spartakiem Moskwa. Kwota transferu wyniosła 8 milionów euro. W barwach Spartaka Hanni zadebiutował 13 maja 2018 w przegranym 0:1 domowym meczu z Dinamem Moskwa.
| Sezon   | Klub                | Kraj    | Rozgrywki     | Mecze | Gole |
| ------- | ------------------- | ------- | ------------- | ----- | ---- |
| 2009/10 | FC Nantes           | Francja | Ligue 2       | 1     | 0    |
| 2010/11 | FC Nantes           | Francja | Ligue 2       | 3     | 0    |
| 2010/11 | FC Nantes B         | Francja | CFA 2         | 7     | 5    |
| 2011/12 | Kayseri Erciyesspor | Turcja  | 1. Lig        | 32    | 11   |
| 2012/13 | Kayseri Erciyesspor | Turcja  | 1. Lig        | 32    | 4    |
| 2013/14 | Ankaraspor          | Turcja  | 1. Lig        | 31    | 8    |
| 2014/15 | KV Mechelen         | Belgia  | Eerste klasse | 35    | 9    |
| 2015/16 | KV Mechelen         | Belgia  | Eerste klasse | 35    | 7    |
| 2016/17 | RSC Anderlecht      | Belgia  | Eerste klasse | 38    | 10   |
| 2017/18 | RSC Anderlecht      | Belgia  | Eerste klasse | 23    | 8    |
| 2017/18 | Spartak Moskwa      | Rosja   | Priemjer-Liga | 7     | 2    |
| 2018/19 | Spartak Moskwa      | Rosja   | Priemjer-Liga | 27    | 4    |
| 2019/20 | Al Gharafa          | Katar   | Stars League  | 0     | 0    |

## Kariera reprezentacyjna
W reprezentacji Algierii Hanni zadebiutował 2 czerwca 2016 roku w wygranym 1:0 meczu kwalifikacji do Pucharu Narodów Afryki 2017 z Seszelami. W 2017 roku został powołany do kadry na Puchar Narodów Afryki 2017.